# ジプシーの歌 (ブラームス)
『ジプシーの歌』（ジプシーのうた、独: Zigeunerlieder）は、ヨハネス・ブラームスによる混声4声部の歌唱（重唱）とピアノのための歌曲集。作品103と作品112の2つの作品番号にまたがっている。歌詞はいずれもブラームスの友人であるフーゴー・コンラート（独: Hugo Conrat）がハンガリー民謡をドイツ語に翻訳したものである。
この項目では『4つのジプシーの歌』（独: Vier Zigeunerlieder、作品112『6つの四重唱曲』に所収）についても記載する。

## ジプシーの歌 作品103
ブラームスは、親交のあったウィーンの商人フーゴー・コンラートの家を幾度なく訪れていたころ、ブダペストのロツアフエルギーから出版された25曲からなるハンガリー・ジプシーのピアノ伴奏付き民謡集を入手しており、このうち15曲を選んでコンラートが子どもたちのハンガリー人乳母2人の助力により、ドイツ語に翻訳した歌詞を携えて、1887年夏、避暑に訪れていたスイスのトゥーンで、うち11の歌詞に作曲を始めた。そして、同年12月に完成したのが『ジプシーの歌』作品103である。翌1888年に初演された。
ブラームスは作品103以前に、自分が取材したジプシー民謡を基にオーケストラと4手のピアノのための『ハンガリー舞曲』を作曲しており、その出来栄えは当時のハンガリーの音楽家たちが嫉妬するほど優れたものであった。作品103は、その『ハンガリー舞曲』に声楽的に対応する歌曲集である一方、ブラームスの同じ四重唱曲集である『愛の歌』作品52と『新・愛の歌』作品65に対応する、エキゾチックな歌曲集でもある。
11曲はいずれもジプシー音楽の特徴である4分の2拍子で、全曲共通してジプシーの感傷や情熱を表現しているが、各曲の持つ性格によって異なる技巧が駆使されていて、それぞれにおいて豊かな音響的色彩を放っている。
のちに、出版社（ジムロック）の依頼により8曲を抜粋してブラームス自身がアルト独唱用に編曲した。8曲は最初の7曲に最後の11曲目を加えたもので、こちらの方が多くの声楽家に演奏されている。
合唱曲として歌われることも多く、日本でも1965年に福永陽一郎により男声合唱に編曲されている。

### 曲目（作品103）
- 第1曲 He, Zigeuner, greife in die Saiten（おい、ジプシー、弦をかき鳴らせ） -  イ短調、アレグロ・アジタート（allegro agitato）[16][19][20]
- 第2曲 Hochgetürmte Rimaflut（高く波打つリマの流れ） -  ニ短調、アレグロ・モルト（allegro molto）[21][19][20]
- 第3曲 Wißt ihr, wann mein Kindchen（僕の彼女が一番美しいのは、いつなのか知ってるかい） - ニ長調、アレグレット（allegretto）[21][22][20]
- 第4曲 Lieber Gott, du weißt（神さま、あなたはご存じですね） - ヘ長調、ヴィヴァーチェ・グラツィオーソ（vivace grazioso）[22][23]
- 第5曲 Brauner Bursche führt zum Tanze（日焼けした若者がダンスをリードする） - ニ長調、アレグロ・ジョコーソ（allegro giocoso）[21][22][23]
- 第6曲 Röslein dreie in der Reihe（3つ並んだ赤いばらが） - ト長調、ヴィヴァーチェ・グラツィオーソ（vivace grazioso）[24][23]
- 第7曲 Kommt dir manchmal in den Sinn（ときどき思い出して） - 変ホ長調、アンダンティーノ・グラツィオーソ（andantino grazioso）[25][26]
- 第8曲 Horch, der Wind klagt in den Zweigen（聞け、風が枝の間で嘆くのを） - ト短調、アンダンティーノ・センプリーチェ（andantino semplice）[25][26]
- 第9曲 Weit und breit schaut niemand mich an（誰もわたしを見ていない） - ト短調、アレグロ（allegro）[25][26]
- 第10曲 Mond verhüllt sein Angesicht（月がその顔を覆う） - ト短調、アンダンティーノ（andantino）[25][27]
- 第11曲 Rote Abendwolken ziehn（赤い夕雲が流れる） - 変ニ長調、アレグロ・パッショナート（allegro appassionato）[28][25][27]

ブラームスにおいては、ポピュラーな8曲を取り出した場合に第1曲・第2曲以外の大半の曲調が、ジプシー音楽に多用される短音階（典型はハンガリー音階）でなくむしろ長音階によって作曲されているのが特徴的である（これらの曲を「愉快なナンセンス」と評したという）。

### 独唱版
ブラームス自身が四重唱用の原曲の中から第1曲から第7曲までと第11曲の計8曲を独唱用に編曲したもの。独唱版は1889年の4月または5月に出版された。

### 男声合唱版
1965年に福永陽一郎によって男声合唱に編曲されている。楽譜はメロス楽譜から2001年7月10日に出版されている。

## 4つのジプシーの歌（作品112所収）
『ジプシーの歌』は作品103のほかに、『4つのジプシーの歌』《独: Vier Zigeunerlieder》があり、『6つの四重唱曲』（独: Sechs Quartette）作品112中の後ろ4曲が該当する。4曲は作品103と同様、いずれもコンラートのドイツ語訳の歌詞によるもので、これによりブラームスは、コンラートが翻訳した全部で15のジプシーの詩をすべて作曲したことになる。
コンラートの訳詞による4曲（『4つのジプシーの歌』）は、1891年春にオーストリアのバート・イシュルで作曲された。そして、先に1888年に作曲していた2曲と合わせて『6つの四重唱曲』作品112として1891年の11月ころにライプツィヒのペータース社（C.F. Peters）から出版され、初演は非常に好評を博した。
『ジプシーの歌』は合唱曲として歌われることも多いが、一般的にブラームスの『ジプシーの歌』といえば作品103を指し、『4つのジプシーの歌』《Vier Zigeunerlieder》は作品103ほどには演奏されることがない。

### 曲目（作品112/3-6）
1. 第3曲 Himmel strahlt so helle（天は明るく輝いている） - ニ長調、アレグロ・ノン・トロッポ（allegro non troppo）[34]
2. 第4曲 Rote Rosenknospen künden（赤いばらのつぼみが告げる） - ヘ長調、アレグレット・グラツィオーソ（allegretto grazioso）[34]
3. 第5曲 Brennessel steht an Weges Rand（いらくさが道端に生えている） - ヘ短調、アレグロ（allegro）[34]
4. 第6曲 Liebe Schwalbe, kleine Schwalbe（かわいいツバメさん、小さなツバメさん） - ニ短調、プレスト（presto）[34]